# 雙連坡斷層
雙連坡斷層是台灣桃園的一條斷層，根據經濟部中央地質調查所2000年的資料，將雙連坡斷層列為存疑性活動斷層，該斷層始於上陰影窩附近的縱貫鐵路南側，截斷伯公岡台地北側社子溪的河蝕崖，而後消失於社子溪谷，復現於平鎮台地西北端，經雙連坡而止於中壢區郊西北方。經過調查發現，雙連坡斷層只是沖刷造成，並非實際的活動斷層，所以地質調查所後來也將此活動斷層除名。

## 地質
斷層崖的高度依所經地形面之不同，有自西向東遞減的趨勢。其東南側有背斜狀隆起，在雙連坡南方可見其露頭。
經濟部中央地質調查所調查後認為當地缺乏岩層錯動的地質證據，於2010年版的「2萬5千分之一活動斷層圖」出版時將雙連坡斷層改稱「雙連坡線型」。

## 地理
此斷層為逆移斷層，長約10.7km，東北-西南走向。

## 外部連結
- 雙連坡斷層
- 桃園地質[永久]
- 經濟部中央地質調查所  活動斷層分類準則[]
- 一看就懂台灣地理;黃美傳;遠足文化; 2011/05/12 （页面存档备份，存于）